# Gibberella cyanogena
Gibberella cyanogena är en svampart som först beskrevs av Jean Baptiste Desmazières, och fick sitt nu gällande namn av Pier Andrea Saccardo 1883. Gibberella cyanogena ingår i släktet Gibberella och familjen Nectriaceae.  Arten är reproducerande i Sverige. Inga underarter finns listade i Catalogue of Life.